# Shanghai Port Football Club
Maillots
Actualités
Le Shanghai Port Football Club (en chinois : 上海上港集团足球俱乐部), plus couramment abrégé en Shanghai Port, est un club chinois de football fondé en 2005, et basé dans la ville de Shanghai.
Évoluant actuellement en Super League chinoise (première division chinoise), le club est la propriété du Shanghai International Port Group (SIPG) qui gère le port de Shanghai.
Il évolue depuis 2021 au stade de football de Pudong, qui peut accueillir 36 000 personnes.

## Histoire

### Évolution dans les bas-fonds du football chinois (2006-2012)
Le 25 décembre 2005, l'ancien sélectionneur chinois Xu Genbao (en) fonde le Shanghai Dongya (chinois simplifié : 上海东亚足球俱乐部), « Dongya » signifiant « Asie de l'Est ».
À l'instar du Guangzhou Evergrande Taobao Football Club quelques années plus tard, le club investit dans la formation avec la création de la Genbao Football Base (en), fondée elle aussi par Xu Genbao. L'équipe a évolué en troisième division chinoise (League Two) de 2005 à 2007, et en deuxième division (League One), de 2008 à 2012.

### Un club émergent (2013-2015)
En 2013, le club participe à sa première saison de Chinese Super League et est racheté par le Shanghai International Port Group : le club est rebaptisé Shanghai SIPG FC. Le club finit neuvième pour sa première saison. Pendant l'intersaison 2013-2014, le club recrute quelques joueurs internationaux (Daniel McBreen, Imad Khalili, Tobias Hysén ou Ibán Cuadrado) qui permettront au club de finir cinquième pour la saison 2014. Durant l'intersaison 2014-2015, le club recrute Asamoah Gyan, Darío Conca, Jean-Evrard Kouassi et Davi, finissant vice-champion à la fin de la saison 2015.

### Un grand club national et international (depuis 2016)
Le club change de dimension financière pendant l'intersaison 2015-2016. Le Shanghai Automotive Industry Corporation devient un sponsor du club. Le club recrute alors Elkeson, alors star du Guangzhou Evergrande, pour 18,5 millions d'euros. La star brésilienne du Zenit, Hulk, sera recrutée en cours de saison pour 56 millions d'euros (record chinois de l'époque). Le club, alors entraîné par le technicien suédois Sven-Göran Eriksson, finit troisième du championnat. Guangzhou est alors champion pour la sixième saison consécutive. Shanghai a cependant réalisé une grande saison. Les chinois Wu Lei et Yan Junling, tous deux purs produits du club, réalisent eux aussi de grandes prestations.
Pendant l'intersaison 2016-2017, le club met beaucoup de moyens. Il signe le Brésilien Oscar pour 60 millions d'euros (la plus grosse jamais dépensée pour un joueur en Chine à l'époque), l'Ouzbek Odil Ahmedov pour 7 millions d'euros ainsi que Ricardo Carvalho en tant qu'agent libre. Le Portugais André Villas-Boas est, lui, nommé entraîneur. Le club de Shanghai finit durant la saison 2017 à la deuxième place à six points du Guangzhou Evergrande Taobao Football Club, champion pour la septième fois consécutive. Le SIPG FC peut tout de même se satisfaire de s'être hisser jusqu'en demi-finale de la Ligue des champions de l'AFC après avoir éliminé Guangzhou en quart grâce à une victoire 4-0 au match aller (défaite 5-1 au match retour mais victoire 5-4 aux tirs au but).
La saison suivante est, elle, historique. Durant l'intersaison, les dirigeants font venir le technicien portugais Vitor Ferreira, qui a notamment entraîné le FC Porto, l'Olympiacos ou Fenerbahçe pour remplacer André Villas-Boas, dont il était l'adjoint à Porto. Le club est premier pendant les huit premières journées et annonce même entamer la construction de son nouveau stade, prévu pour 2021 (le club évoluait jusqu'ici au Yuanshen Sports Centre Stadium (en) ou bien au Shanghai Stadium). Après avoir perdu la première place, le club réussit à retrouver celle-ci à la 22e journée sans plus jamais la perdre. Après plusieurs années d'échecs successifs en Ligue des champions et en championnat (à évoluer dans l'ombre du Guangzhou Evergrande), le club trouve enfin la gloire. Le club peut d'autant plus se féliciter que, contrairement aux autres équipes du championnat, son joueur le plus performant est chinois. Il s'agit de Wu Lei, qui a fini meilleur buteur du championnat avec 21 buts. Il est le joueur le plus capé et le meilleur buteur de l'histoire du club et a été formé à la Genbao Football Base (en).
Malheureusement, la saison 2019 s'avèrera être mauvaise pour le club. Celle-ci avait pourtant bien commencé, le club ayant remporté la Supercoupe. Cependant, celui-ci va vendre Wu Lei au RCD Espanyol pour seulement 2 millions d'euros. Le club va aussi vendre le Brésilien Elkeson pour 5,5 millions d'euros au rival de Guangzhou en cours de saison avant de recruter l'Autrichien Marko Arnautović pour 25 millions d'euros. Le club réalise ainsi une saison moins bonne que la précédente et perd deux matchs cruciaux face à Guangzhou sur le score de 2-0. Le club finit ainsi à la troisième position derrière le Beijing Guoan de Bruno Génésio.
Le début de saison 2020 est lui retardé à cause de la pandémie de coronavirus. Le club est ainsi mis dans l'embarras et certains de ses cadres comme Hulk réfléchissent même à quitter le club.

## Palmarès et résultats

### Palmarès
| Compétitions nationales | Compétitions internationales                              | |
| \| - Championnat de Chine (3) : - Champion : 2018, 2023 et 2024 - Vice-champion : 2015, 2017 et 2021. - Championnat de Chine de deuxième division (1) : - Champion : 2012. \| \| - Championnat de Chine de troisième division (1) : - Champion : 2007. - Coupe de Chine : - Vainqueur : 2024. - Finaliste : 2017 et 2021. - Supercoupe de Chine (1) : - Vainqueur : 2019. - Finaliste : 2024. \| | - Ligue des champions de l'AFC : - Demi-finaliste : 2017. | |
| - Championnat de Chine (3) : - Champion : 2018, 2023 et 2024 - Vice-champion : 2015, 2017 et 2021. - Championnat de Chine de deuxième division (1) : - Champion : 2012. |                                                           | - Championnat de Chine de troisième division (1) : - Champion : 2007. - Coupe de Chine : - Vainqueur : 2024. - Finaliste : 2017 et 2021. - Supercoupe de Chine (1) : - Vainqueur : 2019. - Finaliste : 2024. |

| - Championnat de Chine (3) : - Champion : 2018, 2023 et 2024 - Vice-champion : 2015, 2017 et 2021. - Championnat de Chine de deuxième division (1) : - Champion : 2012. |  | - Championnat de Chine de troisième division (1) : - Champion : 2007. - Coupe de Chine : - Vainqueur : 2024. - Finaliste : 2017 et 2021. - Supercoupe de Chine (1) : - Vainqueur : 2019. - Finaliste : 2024. |

### Classements en championnat
La frise ci-dessous résume les classements successifs du club en championnat depuis la saison 2006.

## Identité du club

### Changements de nom
- décembre 2005-janvier 2012 : Shanghai Dongya Football Club
- janvier 2012-décembre 2012 : Shanghai Dongya Football Club Shanghai Tellace
- décembre 2012-novembre 2014 : Shanghai Dongya Football Club SIPG
- novembre 2014-décembre 2020 : Shanghai SIPG Football Club
- depuis janvier 2021 : Shanghai Port Football Club

### Logos

Ancien logo.
Logo actuel.

## Personnalités du club

### Présidents
- Chen Xuyuan

### Entraîneurs
Le tableau suivant présente la liste des entraîneurs du club depuis 2006.
| Rang | Nom           | Période              |
| ---- | ------------- | -------------------- |
| 1    | Claude Lowitz | 2006                 |
| 2    | Jiang Bingyao | 2007-2009            |
| 3    | Fan Zhiyi     | 2010                 |
| 4    | Jiang Bingyao | janv. 2011-déc. 2012 |
| 5    | Gao Hongbo    | févr. 2013-nov. 2013 |

| Rang | Nom                 | Période                 |
| ---- | ------------------- | ----------------------- |
| 6    | Xi Zhikang          | déc. 2013-nov. 2014     |
| 7    | Sven-Göran Eriksson | nov. 2014-octobre. 2016 |
| 8    | André Villas-Boas   | octobre. 2016-nov. 2017 |
| 9    | Vítor Pereira       | déc. 2017-2020          |
| 10   | Ivan Leko           | 2020-nov. 2022          |

### Joueurs

#### Joueurs emblématiques
- Wu Lei
- Darío Conca
- Davi
- Elkeson
- Asamoah Gyan
- Jean Evrard Kouassi
- Hulk
- Oscar
- Odil Ahmedov
- Ricardo Carvalho
- Marko Arnautovic